# Carmel, New York
Carmel är administrativ huvudort i Putnam County i delstaten New York. Enligt 2020 års folkräkning hade Carmel 33 576 invånare.